# Histoire(s) du cinéma
Histoire(s) du Cinéma is een videoproject opgestart door Jean-Luc Godard in de late jaren 1980 en vervolledigd in 1998. Histoire(s) du Cinéma is een onderzoek naar de geschiedenis van de cinema en hoe die zich verhoudt tot de 20ste eeuw.
De Franse titel Histoire(s) du Cinéma bevat een woordspeling: "histoire" betekent zowel geschiedenis als verhaal en de 's' tussen haakjes, geeft de mogelijkheid tot een meervoud. De vertaling van de titel kan dus zowel De Geschiedenis van de Cinema, De Geschiedenissen van de Cinema, Het Verhaal van de Cinema en De Verhalen van de Cinema zijn.

## Hoofdstukken
Histoire(s) du Cinéma bestaat uit 4 hoofdstukken, die elk verdeeld zijn in twee delen.
Hoofdstuk 1(a) : 51 min.
Toutes les Histoires (1988)

Hoofdstuk 1(b) : 42 min.
Une Histoire Seule (1989)
Hoofdstuk 2(a) : 26 min.
Seul le Cinéma (1997)

Hoofdstuk 2(b) : 28 min.
Fatale Beauté (1997)
Hoofdstuk 3(a) : 27 min.
La Monnaie de l’Absolu (1998) 

Hoofdstuk 3(b) : 27 min.
Une Vague Nouvelle (1998)
Hoofdstuk 4(a) : 27 min.
Le Contrôle de l’Univers (1998) 

Hoofdstuk 4(b) : 38 min.
Les Signes Parmi Nous (1998)